# 산토도밍고 (쿠바)

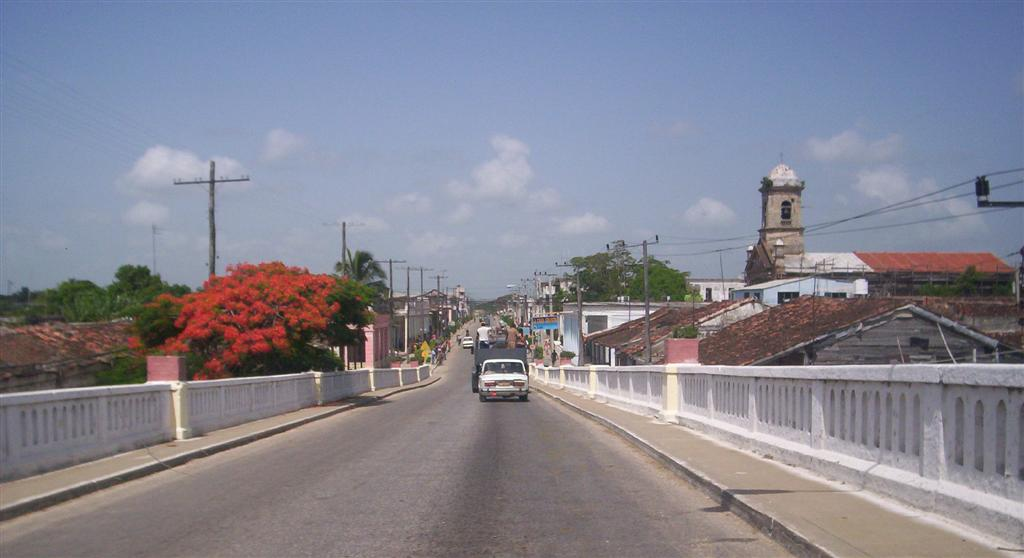
산토도밍고를 지나가는 도로

산토도밍고(스페인어: Santo Domingo)는 쿠바 비야클라라 주에 위치한 도시로 면적은 883km2, 인구는 53,840명(2004년 기준), 인구 밀도는 61명/km2이다. 1819년에 설립되었으며 시로 승격된 시기는 1879년이다.